# Burg Boxberg
Die Burg Boxberg, auch Schloss Boxberg genannt, ist die Ruine einer Burg in Boxberg im Main-Tauber-Kreis in Baden-Württemberg.

## Geschichte

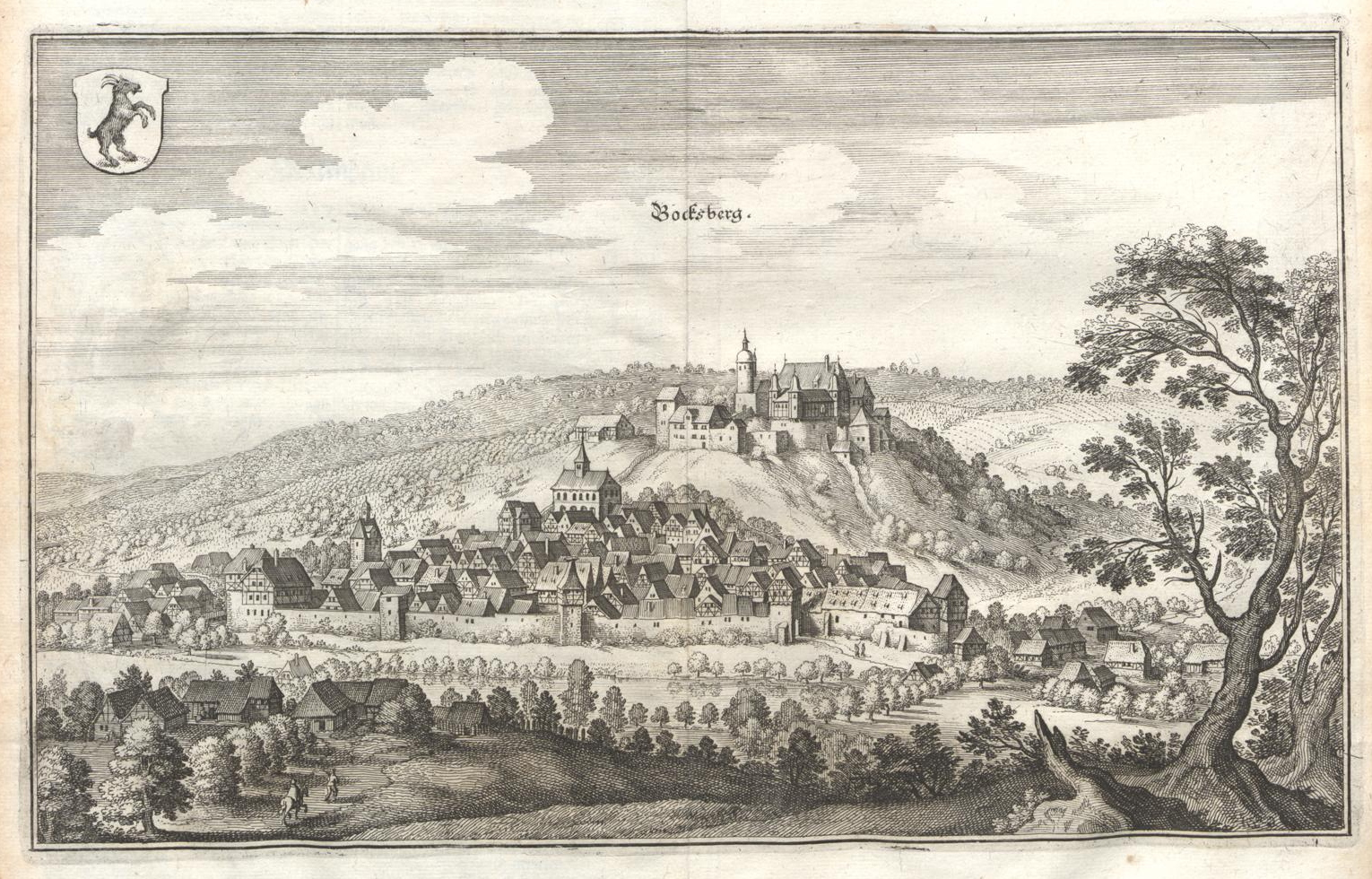
Boxberg um 1645. Der Kupferstich von Matthäus Merian zeigt die Burg in ihrem letzten Ausbauzustand, bevor sie 1857 abgebrochen wurde.

Während der Zeit der Stammesherzogtümer gehörte Boxberg zum Herzogtum Franken. Bereits im 11. Jahrhundert wird eine Burg Boxberg genannt. Die Edelherren von Boxberg kamen um das Jahr 1144 auf die Burg. Vermutlich schon um 1250 erhielt Boxberg Stadt- und Marktrechte. Burg, Stadt und Herrschaft Boxberg gingen 1287 an die Johanniter von Wölchingen über, indem der Würzburger Bischof Berthold II. von Sternberg die Burg Boxberg, die bisher Lehen des Hochstifts gewesen war, gegen die Burg Schweinberg von den Johannitern ertauschte. Konrad Rupert von Boxberg erhielt dafür vom Bischof Burg und Herrschaft Schweinberg aufgetragen, die seitdem mit Amt und Würden des herzoglich fränkischen Erbkämmerers verbunden war. Der Orden sah sich aufgrund drückender Schulden zum Verkauf gezwungen; mit Unterstützung der Kurpfalz und wohl auch Würzburgs erwarben die Ritter von Rosenberg die Herrschaften Boxberg und Schloss Unterschüpf. Auf den Grundmauern der ersten Burg wurde 1430 von den Rosenbergern eine zweite Anlage erbaut. Bereits 1470 wurde die Burg, da die Rosenberger Raubzüge gegen Kurmainz, die Kurpfalz und das Hochstift Würzburg führten, von ebendiesen zerstört. Nach deren Zerstörung 1523 wurde eine dritte Anlage erbaut, die von 1547 bis 1857 bestand und danach abgebrochen wurde.

### Das Schicksalsjahr 1523
Ende des 15. Jahrhunderts und Anfang des 16. Jahrhunderts war eine Zeit des großen Umbruchs gekommen, was dazu führte, dass viele einstmals adelige Geschlechter Frankens mit dem Übergang zur Geldwirtschaft ihren Besitz und ihren oftmals großen Reichtum einbüßten. Auch die Familie von Absberg war von diesen Problemen geplagt und so wurde ein Vertreter der Familie nicht als edler Herr, sondern als Raubritter bekannt: Hans Thomas von Absberg. Dieser manchmal auch „Händeabhacker“ genannte Spießgeselle war der Todfeind des Schwäbischen Bundes, eines Zusammenschlusses von fränkischen und schwäbischen Ständen unter der Führung Nürnbergs. Er entführte Kaufleute auf ihren Handelsreisen und verlangte ein hohes Lösegeld für ihre Freilassung. Um die wachsende Gefahr zu verringern, ertappt zu werden, suchte er sich Verbündete, die ihn bei seinen Raubzügen unterstützten und bei Gefahr der Gefangennahme auf ihren Burgen versteckten. Auch Kuntz von Rosenberg, seinerzeit Besitzer der Boxberger Burganlage, unterstützte ihn, da er sich dadurch erhofften, seine schwindenden Reichtümer wieder ein wenig aufstocken zu können. 1523 sandte der Schwäbische Bund schließlich seine Truppen aus, um 23 „Raubnestern“ dem Erdboden gleichzumachen, darunter auch die Burg Boxberg. Am 14. Juni erreichten sie die Anlage und sprengten sie am darauffolgenden Tag. Der Besitz des geächteten Melchior von Rosenberg fiel an die Pfalz. 1548 versuchte Albrecht von Rosenberg, sein Besitzrecht auf die Burg durchzusetzen, und infolgedessen wurde sie 1561 schließlich endgültig an die Pfalz verkauft.

### Der Holzschnitt des Hans Wandereisen

Die Zerstörung der Burg 1523

Der von Hans Wandereisen gefertigte Holzschnitt zeigt anschaulich die Gestalt der Burg. Die riesige Anlage dominierte Boxberg im Vordergrund. Die Burg wird durch einen Palisadenzaun, zwei Wassergräben und einer Burgmauer umgeben. Alle Gebäude, die Teil der Mauer sind, stehen bereits in Flammen. Der Palas und die inneren Burggütern stürzen ein. Am rechten Bildrand ist eine kleinere Anlage zu sehen, die das Ziel einer herbeigeschafften Kanone sein wird, die man in der Bildmitte sieht. Im linken oberen Bildrand sind Teile der Truppen des Schwäbischen Bundes zu sehen, die auf diesem Schnitt aus zwei berittenen Trompetern und gut 30 Fußsoldaten bestehen. Auch zu erkennen ist der Hauptmann, der dem Betrachter den Rücken zugekehrt hat.

## Anlage
In der Mitte des gleichnamigen Ortes gelegen, findet man von der Burg heute nur noch spärliche Überreste. Einem an der Ruine angebrachten Grundriss zufolge verfügte die Burg über zwei Ringmauern, zwei Zugbrücken und mehrere Wehrtürme. Drei dieser Wehrtürme sind noch heute existent, der im Südwesten wurde wieder aufgebaut. Von ihm geht ein Graben aus, der gleichzeitig als Zwinger diente. Ansonsten ist von der Anlage, die auch dem Holzschnitt zufolge große Ausmaße gehabt haben muss, heute nicht mehr viel zu entdecken. Einzig die Kasematten, die sich im Fels befinden, auf dem sich früher die mächtige Schildmauer befand, und der wieder freigelegte Brunnen in der Kernburg erinnern neben den Türmen an die damalige Anlage. Die Burg Boxberg ist alles in allem eine besondere Anlage, da es nicht sehr häufig vorkommt, dass eine bis ins 19. Jahrhundert existente Burg fast vollständig verschwindet. 1893 kam die Anlage in den Besitz der Stadt, und ein Verschönerungsverein begann, sie vor dem Verfall zu bewahren. Funde von der Burg sind im Boxberger Heimatmuseum zu sehen.
Die Denkmalstiftung Baden-Württemberg ernannte die Burg zum Denkmal des Monats Mai 2025.

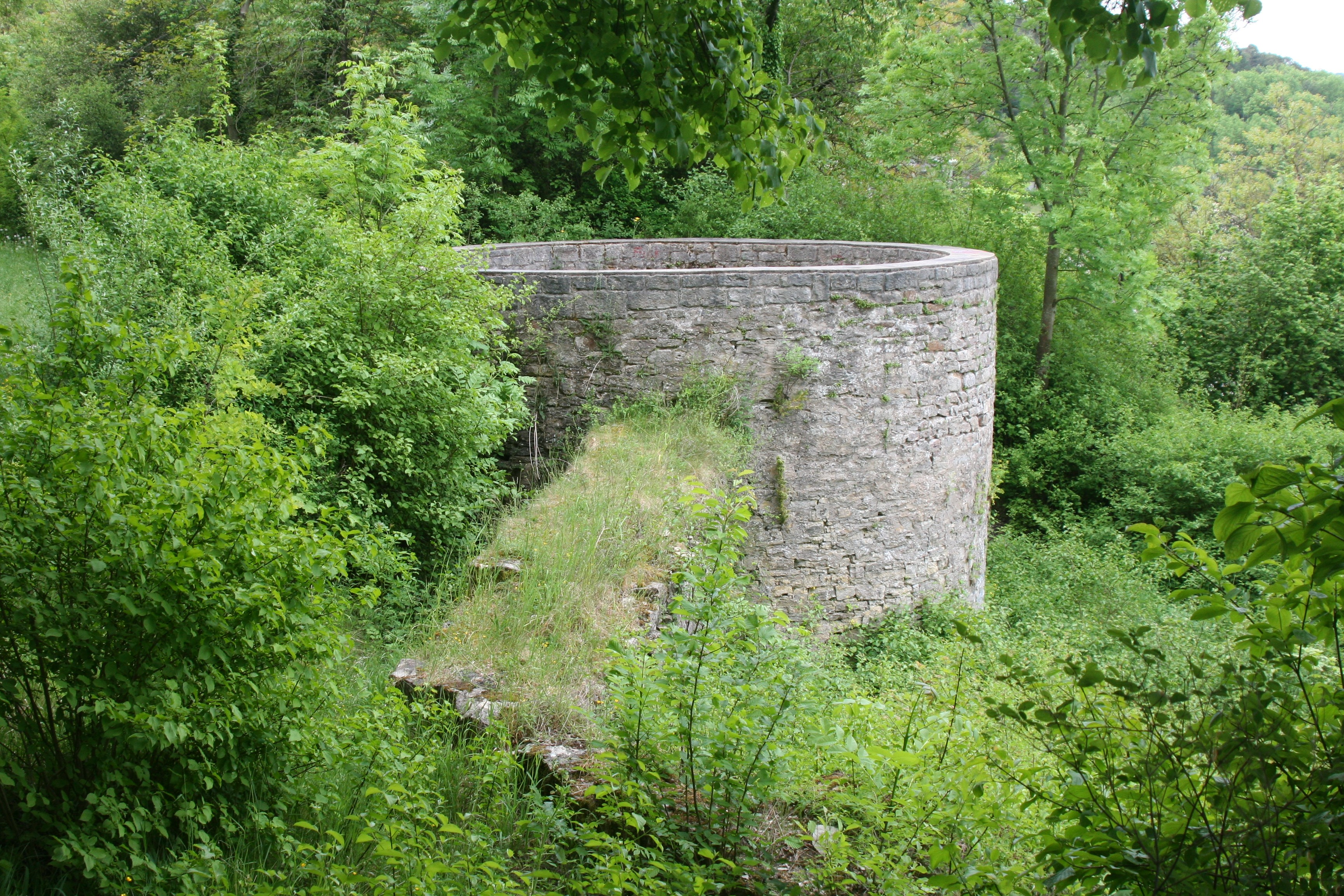
Turmrest
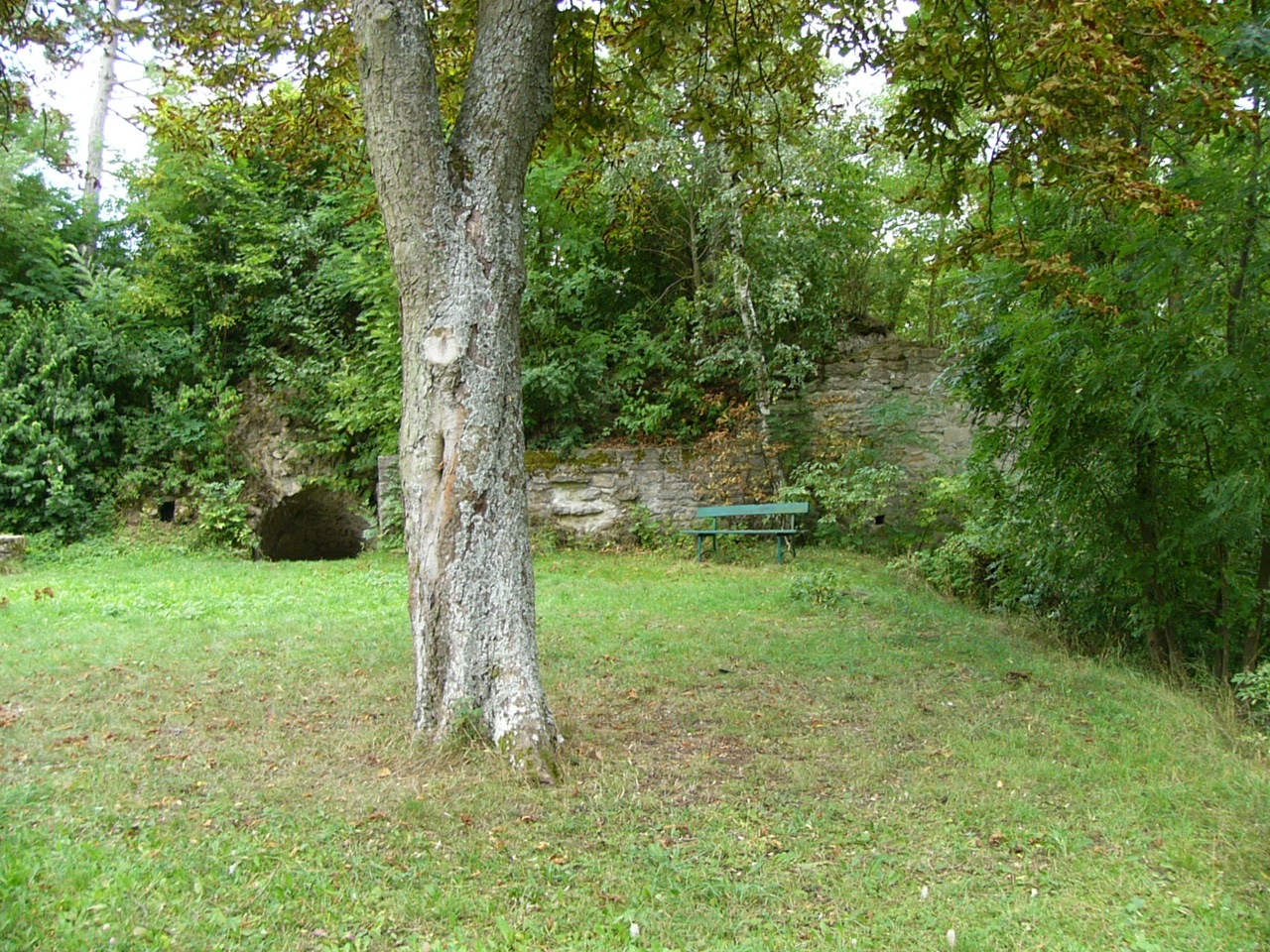
Eingang in einen Keller, Mauerreste, links im Bild ist ansatzweise die Zisterne zu sehen
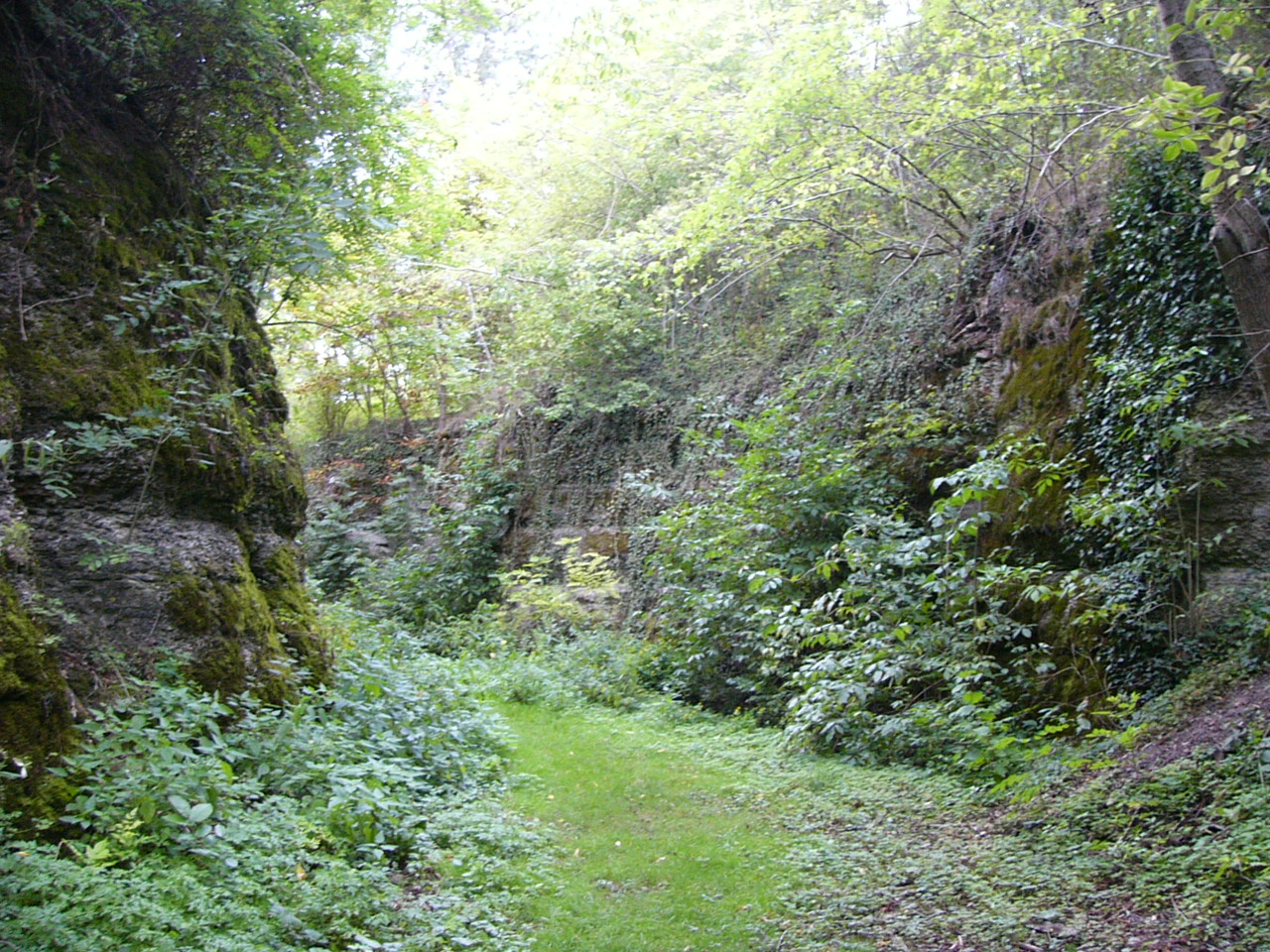
Felsformation, die in das Burginnere lenkt
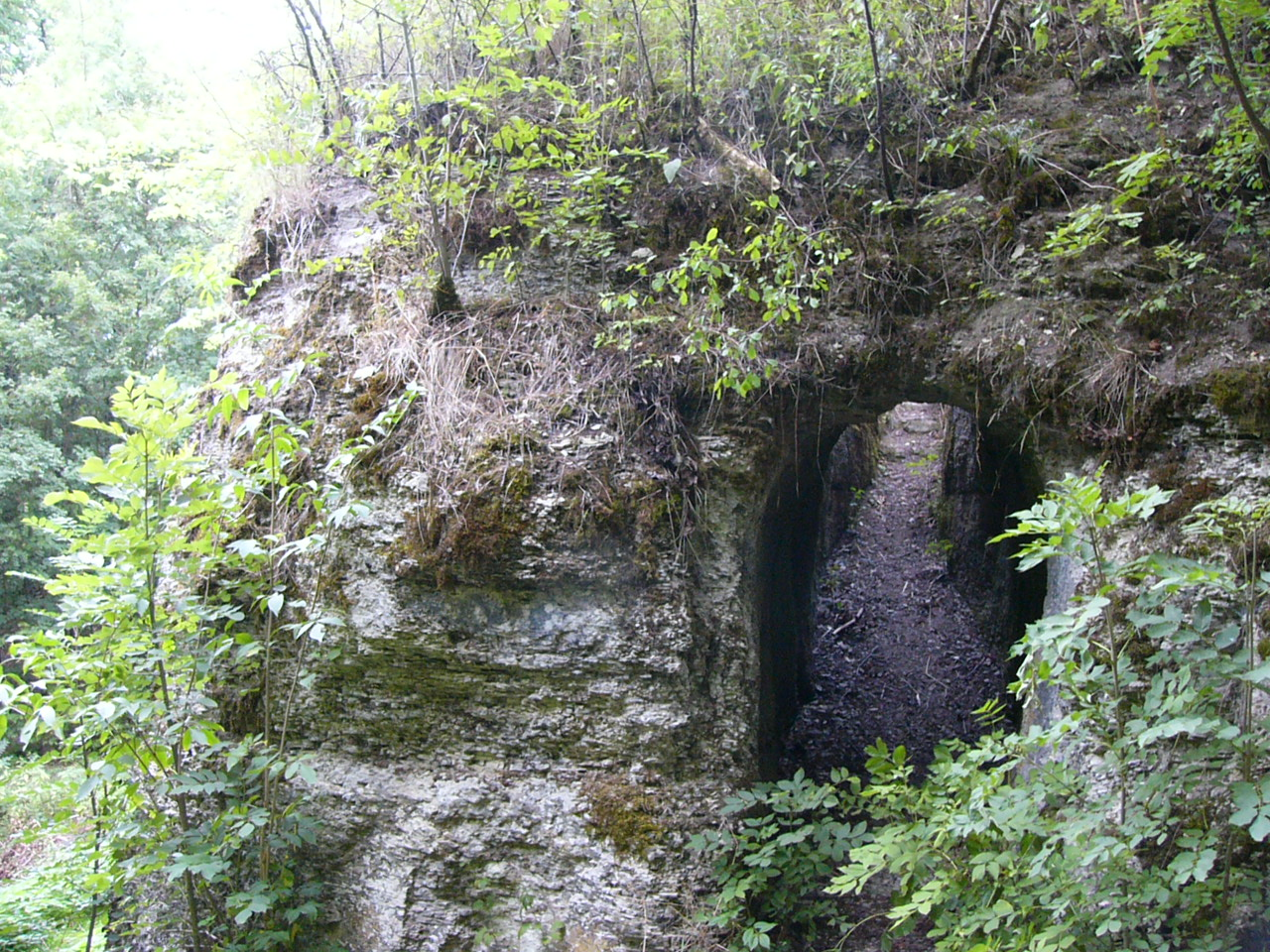
Versteckter Aufgang auf einen Felsen im Rücken des Zugangs